# Mount Maude
Der Mount Maude ist der fünfzehnthöchste Gipfel im US-Bundesstaat Washington. Er ist Teil der Entiat Mountains, einer Teilkette der North Cascades in der Glacier Peak Wilderness, dem Quellgebiet des Entiat River. Der Name des Berges stammt von Albert H. Sylvester, der damit Frederick Stanley Maude ehren wollte.
Die Südseite des Berges besteht hauptsächlich aus Felsschutt mit kleinen eingestreuten Felsen; sie wird oft mit Bergen in den Colorado Rockies verglichen. Die Nordostseite ist davon komplett verschieden, sie besteht aus einer steilen Felswand, die den kleinen Entiat-Gletscher schützt. Die meisten Bergsteiger erklimmen den Mount Maude, den Seven Fingered Jack und gelegentlich auch den Mount Fernow während derselben Tour.

## Geologie
Der Berg besteht aus kreidezeitlichem Orthogneis und Tonalit. Die Flanke des Berges auf der Südwestseite bestehen aus triassischem Orthogneis und triassischem bis permischem heterogenem metapmorphischem Fels. Dagegen besteht die Nordostseite aus eozänem Quarz-Diorit und kleinen Marmorablagerungen. Es gibt viele normale Brüche wie auch eine kleine Blattverschiebung nahe den spektakulären Spitzen am Gipfel.

## Routen
- West Gully – Schwierigkeitsstufe 3 (YDS)
- North Face – Schwierigkeitsstufe 3 (YDS) – sehr steil abfallender Schnee
- South slopes – Schwierigkeitsstufe 2 (YDS)